# Sociedade Imperatriz de Desportos
La Sociedade Imperatriz de Desportos és un club de futbol brasiler de la ciutat d'Imperatriz a l'estat de Maranhão.

## Història
El club va néixer el 4 de gener de 1962 amb el nom Sociedade Atlética Imperatriz. L'any 1987 participà en el Campeonato Brasileiro Série B. El 2 de febrer de 2000 esdevingué Sociedade Esportiva Imperatriz i aviat adoptà el nom Sociedade Impeatriz de Desportos. A nivell estatal guanyà el campionat maranhense el 2005.

## Estadi
Disputa els seus partits com a local a l'Estadi Frei Epifânio D'Abadia, anomenat Danielzinho. Té una capacitat per a 10.000 espectadors.

## Palmarès
- Campionat maranhense:
  - 2005